# 15 de agosto
15 de agosto é o 227.º dia do ano no calendário gregoriano (228.º em anos bissextos). Faltam 138 dias para acabar o ano.

## Eventos históricos

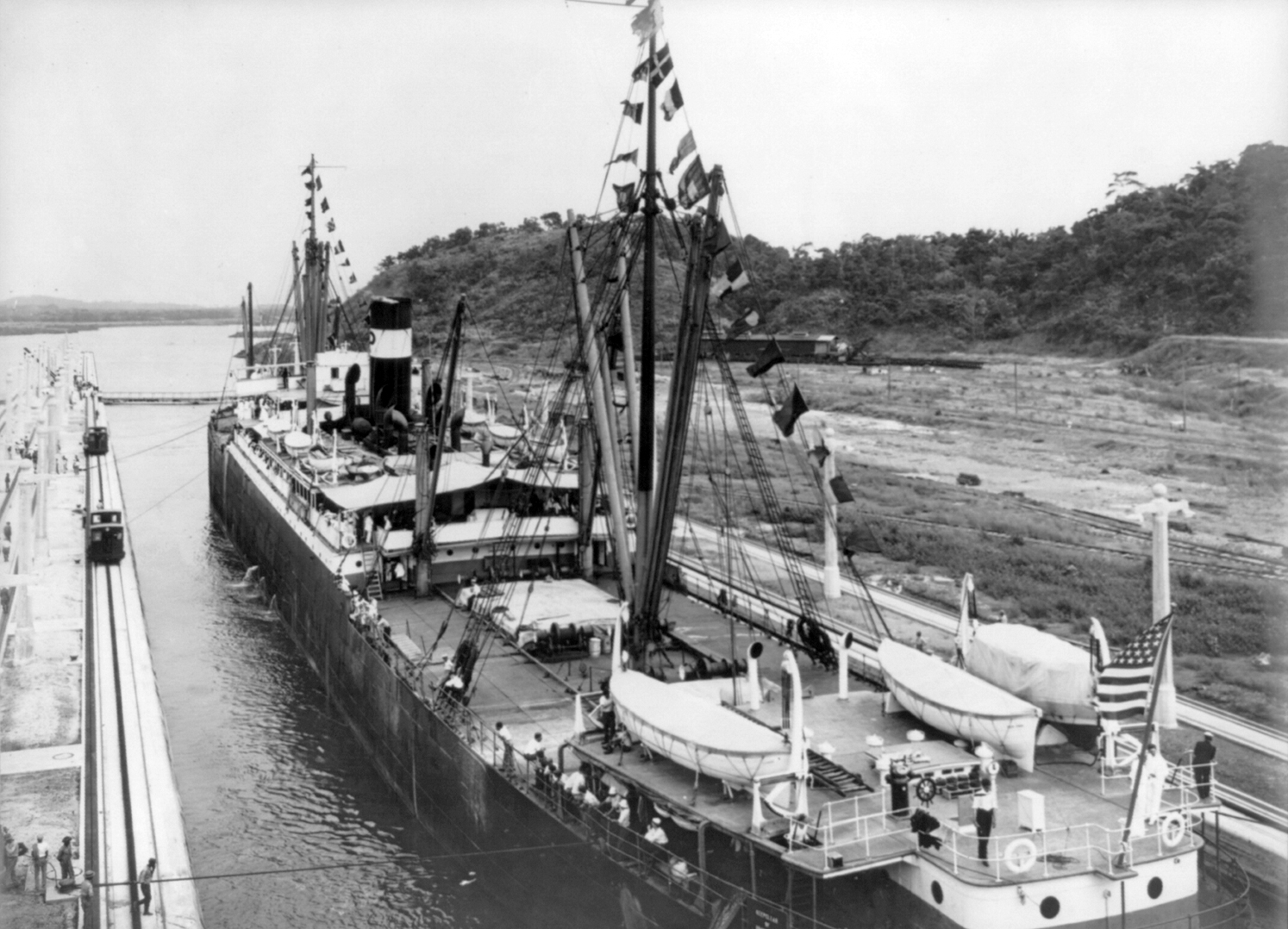
1914: Abertura do Canal do Panamá

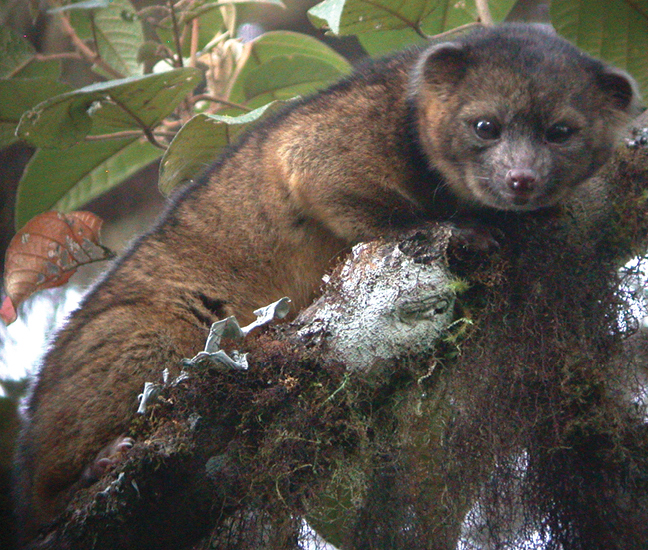
2013: Descoberta do olinguito

- 0636 — Primeiro dia da Batalha de Jarmuque, entre o Império Bizantino e o Califado Ortodoxo, que se saldou numa vitória retumbante e decisiva para os árabes muçulmanos e na perda definitiva da Síria pelos bizantinos.
- 0717 — Guerras árabe-bizantinas: Maslama ibne Abedal Maleque ibne Maruane inicia o segundo cerco árabe de Constantinopla, que durará quase um ano.
- 0718 — Fim do segundo cerco árabe de Constantinopla.
- 0747 — Carlomano, prefeito do palácio da Austrásia, renuncia a sua posição como mordomo e retira-se para um mosteiro perto de Roma. Seu irmão Pepino, o Breve, torna-se o único governante (de facto) do Reino Franco.
- 0778 — Batalha de Roncesvales, na qual Rolando é morto. Foi travada pelos francos liderados por Carlos Magno contra os bascos.
- 0927 — Sarracenos invadem e destroem Tarento, na Itália.
- 0982 — Sacro Imperador Romano Otão II é derrotado pelos sarracenos na Batalha de Capo Colonna, na Calábria.
- 1018 — Eustácio Dafnomeles, general bizantino, captura Ivatz da Bulgária e encerra a resistência búlgara contra a conquista bizantina da Bulgária pelo imperador Basílio II Bulgaróctono.
- 1038 — O rei Estêvão I, o primeiro rei da Hungria, morre; seu sobrinho, Pedro Orseolo, o sucede.
- 1057 — O rei Macbeth da Escócia é morto na Batalha de Lumphanan pelas forças de Máel Coluim mac Donnchada (futuro rei Malcolm III da Escócia).
- 1096 — Data de início da Primeira Cruzada estabelecida pelo Papa Urbano II.[1]
- 1224 — Os cavaleiros da ordem dos Irmãos Livônios da Espada, uma ordem militar católica, ocupam Tarbatu (hoje Tartu) como parte da Cruzada da Livônia.[2]
- 1237 — Reconquista espanhola: a Batalha de El Puig de Santa Maria entre as forças mouras da Taifa de Valência contra o Reino de Aragão culmina com uma vitória aragonesa.
- 1248 — É lançada a pedra fundamental da Catedral de Colônia, construída para abrigar as relíquias dos Três Reis Magos. (A construção é finalmente concluída em 1880).
- 1261 — Miguel VIII Paleólogo é coroado como o primeiro imperador bizantino em cinquenta e sete anos.
- 1281 — Invasão mongol do Japão: a frota mongol de Kublai Khan é destruída por um "vento divino" pela segunda vez na Batalha de Kōan.
- 1310 — A cidade de Rodes se rende às forças dos Cavaleiros de São João, completando a conquista de Rodes. Os cavaleiros estabelecem seu quartel-general na ilha e se renomeiam como Cavaleiros de Rodes.
- 1430 — Francesco Sforza, senhor de Milão, conquista Luca.
- 1461 — O Império de Trebizonda se rende às forças do sultão Maomé II. Isso é considerado por alguns historiadores como o verdadeiro fim do Império Bizantino. O imperador David é exilado e posteriormente assassinado.
- 1483 — Papa Sisto IV consagra a Capela Sistina.
- 1511 — Afonso de Albuquerque de Portugal conquista Malaca, capital do Sultanato de Malaca.
- 1517 — Primeiro contato direto da Europa com a China: uma armada de sete navios portugueses comandada por Fernão Pires de Andrade encontra-se com oficiais chineses no delta do rio das Pérolas.
- 1534 — Inácio de Loyola e seis colegas fazem os votos iniciais, levando à criação da Companhia de Jesus em setembro de 1540.
- 1549 — O padre jesuíta Francisco Xavier desembarca em Kagoshima, no Japão.
- 1592 — Guerra Imjin: Marinha Coreana, liderada por Yi Sun-sin, Yi Eok-gi e Won Gyun, derrota decisivamente a Marinha Japonesa.[3]
- 1695 — As forças francesas encerram o bombardeio de Bruxelas.
- 1760 — Guerra dos Sete Anos: Batalha de Liegnitz: vitória de Frederico, o Grande, sobre os austríacos sob o comando de Ernst Gideon von Laudon.[4]
- 1823 — Guerra da Independência do Brasil: Adesão do Pará à Independência do Brasil.
- 1843 — Inauguração dos Jardins de Tivoli, um dos mais antigos parques de diversões ainda em operação do mundo, em Copenhague, na Dinamarca.
- 1863 — Começa a Guerra anglo-satsuma entre o Domínio de Satsuma do Japão e o Reino Unido.
- 1900 — A primeira entrada oficial de imigrantes chineses em São Paulo.
- 1914
  - O Canal do Panamá é aberto para o tráfego.
  - Primeira Guerra Mundial: início da Batalha de Cer, a primeira vitória aliada da Primeira Guerra Mundial.
  - Primeira Guerra Mundial: o Primeiro Exército Russo, liderado por Paul von Rennenkampf, entra na Prússia Oriental.
- 1920 — Guerra polaco-soviética: Batalha de Varsóvia.
- 1940 — Um submarino italiano torpedeia e afunda o cruzador grego Elli no porto de Tinos durante o tempo de paz, marcando a mais séria provocação italiana antes da eclosão da Guerra Greco-Italiana em outubro.
- 1941 — O cabo Josef Jakobs é executado por um pelotão de fuzilamento na Torre de Londres às 07h12, tornando-se a última pessoa a ser executada na Torre por espionagem.
- 1942
  - Segunda Guerra Mundial: entre os dias 15 e 21 de agosto de 1942, cinco navios brasileiros — Baependi, Aníbal Benévolo, Araraquara, Itagiba e Arará foram torpedeados na costa nordestina (Sergipe e Bahia). No final do mês, o Brasil se uniu formalmente aos aliados, declarando guerra à Alemanha e Itália.
  - Segunda Guerra Mundial: Operação Pedestal: o petroleiro SS Ohio chega à ilha de Malta, quase sem flutuar, carregando suprimentos vitais de combustível para as defesas da ilha.
- 1944 — Segunda Guerra Mundial: Operação Dragão: forças aliadas desembarcam no sul da França.
- 1945 — Transmissão do Rescrito Imperial pelo imperador Showa depois da rendição incondicional do Japão na Segunda Guerra Mundial, a Coreia ganha a independência do Império do Japão.
- 1947
  - A Índia ganha independência do domínio britânico depois de quase 190 anos de domínio da Coroa e se une à Comunidade das Nações
  - Fundador do Paquistão, Muhammad Ali Jinnah é empossado como primeiro governador-geral do Paquistão em Karachi.
- 1948 — A República da Coreia (Coreia do Sul) é criada ao sul do paralelo 38º norte.
- 1950 — Medindo 8,6MW, o maior terremoto em terra ocorre na fronteira Assam-Tibet-Myanmar, matando 4 800.[5]
- 1954 — Alfredo Stroessner inicia sua ditadura no Paraguai.
- 1960 — República do Congo (Brazzaville) torna-se independente da França.
- 1961 — O guarda de fronteira Conrad Schumann foge da Alemanha Oriental enquanto vigiava a construção do Muro de Berlim.
- 1963 — O presidente Fulbert Youlou é forçado a deixar o governo da República do Congo, após uma revolta de três dias na capital.
- 1965 — Apresentação da banda inglesa The Beatles no estádio Shea Stadium.
- 1969 — Início do Festival de Woodstock em Nova Iorque, apresentando alguns dos melhores músicos de rock da época.
- 1971
  - Bahrein ganha independência do Reino Unido.
  - Fim do padrão dólar-ouro nos EUA e colapso do sistema Bretton Woods.
- 1973 — Guerra do Vietnã: termina o bombardeio da USAF no Camboja.
- 1974 — Yuk Young-soo, primeira-dama da Coreia do Sul, é morta durante uma aparente tentativa de assassinato do presidente Park Chung Hee .
- 1975 — O líder de Bangladesh Sheikh Mujibur Rahman é morto junto com a maioria dos membros de sua família durante um golpe militar.
- 1977 — O Big Ear, um radiotelescópio operado pela Universidade Estadual de Ohio como parte do projeto SETI, recebe um sinal de rádio do espaço profundo; o evento é chamado de "Sinal Wow!" na notação feita por um voluntário do projeto.
- 1984 — O Partido dos Trabalhadores do Curdistão na Turquia inicia uma campanha de ataques armados contra as Forças Armadas turcas com um ataque à polícia e bases da gendarmeria em Şemdinli e Eruh.[6]
- 1995 — Tomiichi Murayama, primeiro-ministro do Japão, divulga a Declaração de Murayama, que expressa formalmente remorso pelos crimes de guerra japoneses cometidos durante a Segunda Guerra Mundial.[7]
- 1998 — A Apple apresenta o computador iMac.[8]
- 2005 — Começa o plano de retirada unilateral de Israel para a remoção de todos os israelenses da Faixa de Gaza e de quatro assentamentos no norte da Cisjordânia.
- 2007 — Um sismo de magnitude 8,0 na costa do Pacífico devasta Ica e várias regiões do Peru matando 514 pessoas e ferindo 1 090.
- 2013 — O Instituto Smithsoniano anuncia a descoberta do olinguito, a primeira nova espécie carnívora encontrada nas Américas em 35 anos.
- 2019 — Todas as 233 pessoas a bordo do voo Ural Airlines 178 sobrevivem a um risco aviário que atingiu os dois motores do Airbus A321 logo após a decolagem do Aeroporto Internacional de Jukovsky, Moscou, Rússia.
- 2020 — A Rússia inicia a produção da vacina Sputnik V para a COVID-19.
- 2021 — Cabul cai nas mãos do Talibã quando Ashraf Ghani foge do Afeganistão junto com residentes locais e estrangeiros, restabelecendo efetivamente o Governo do Emirado Islâmico do Afeganistão.
- 2022 — William Ruto é eleito presidente do Quênia, sob protestos e acusações de fraude eleitoral.[9]
- 2023
  - Um apagão atinge 26 das 27 unidades federativas do Brasil.
  - Santiago Peña toma posse como presidente do Paraguai.[10]

## Nascimentos

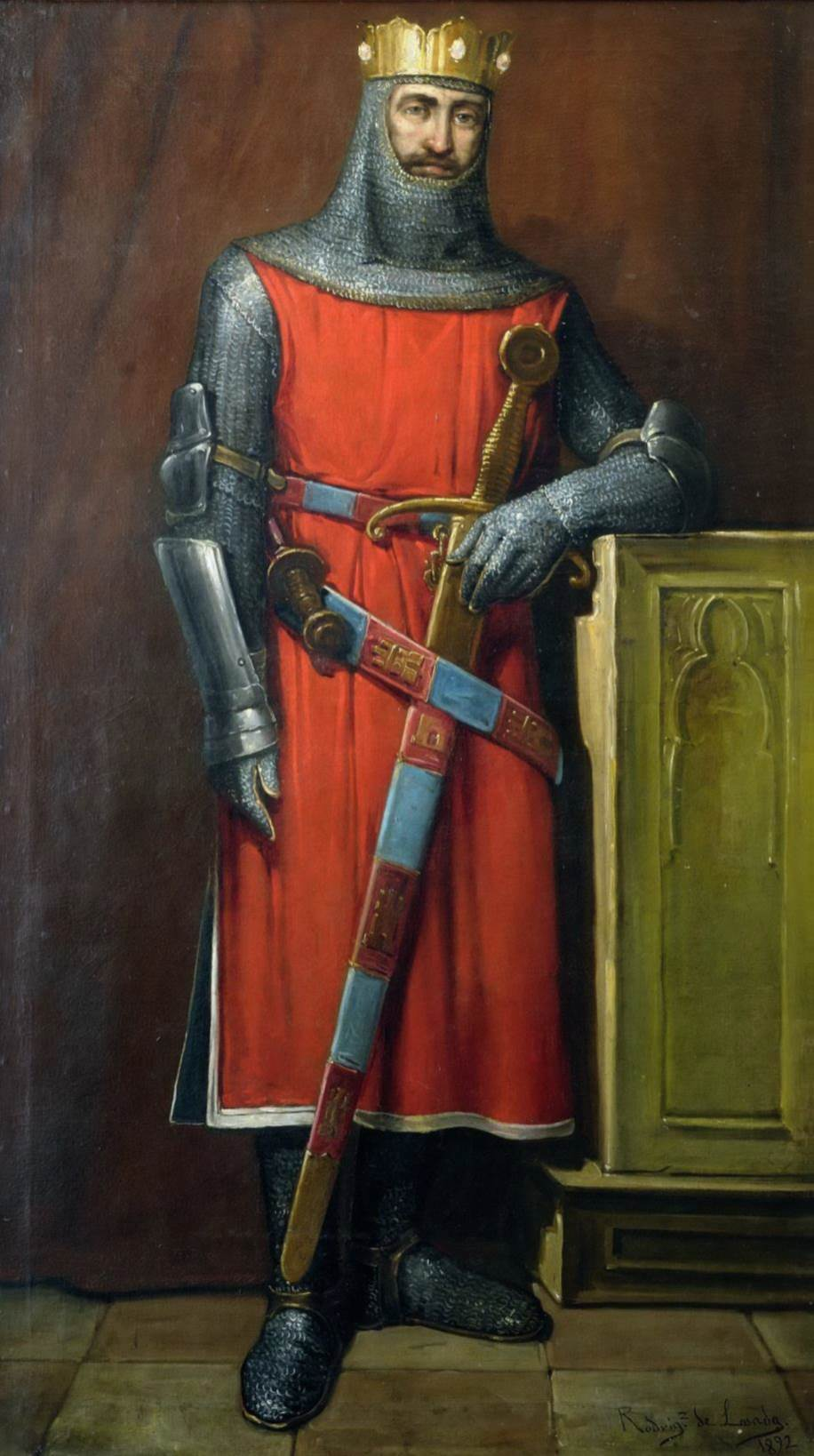
Afonso IX de Leão

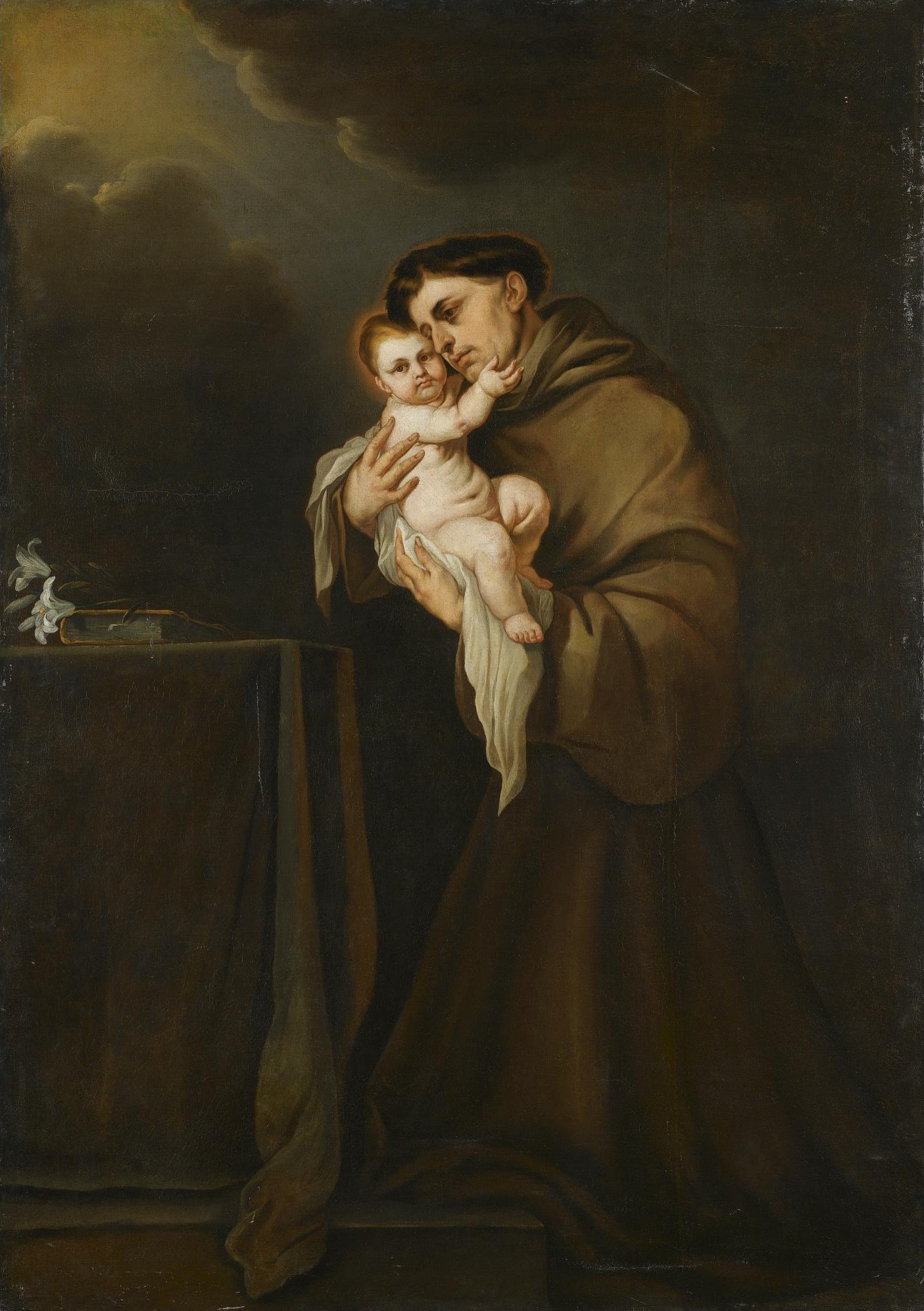
Santo António de Lisboa

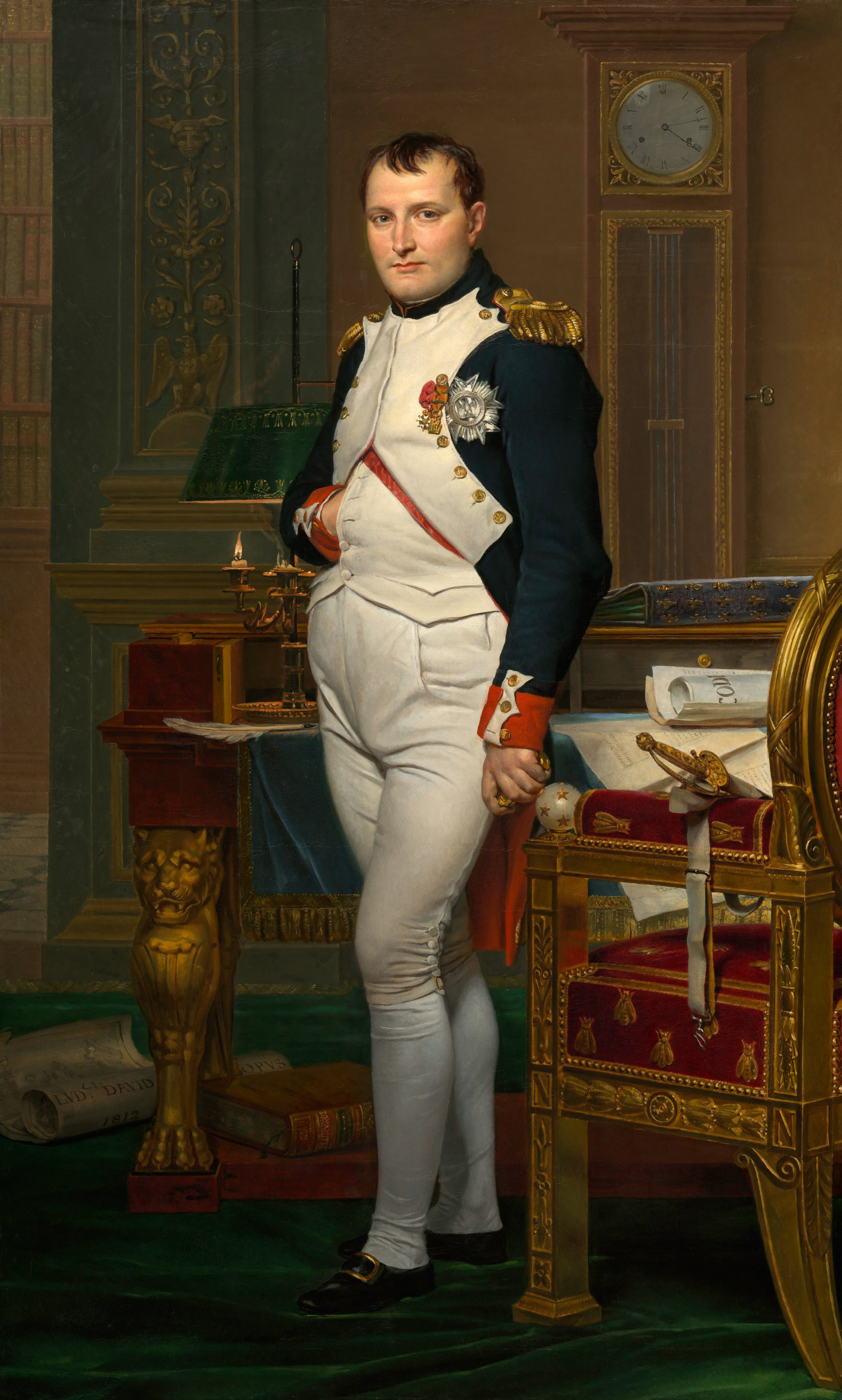
Napoleão Bonaparte

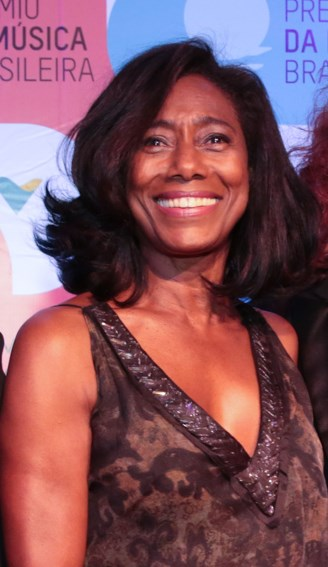
Glória Maria

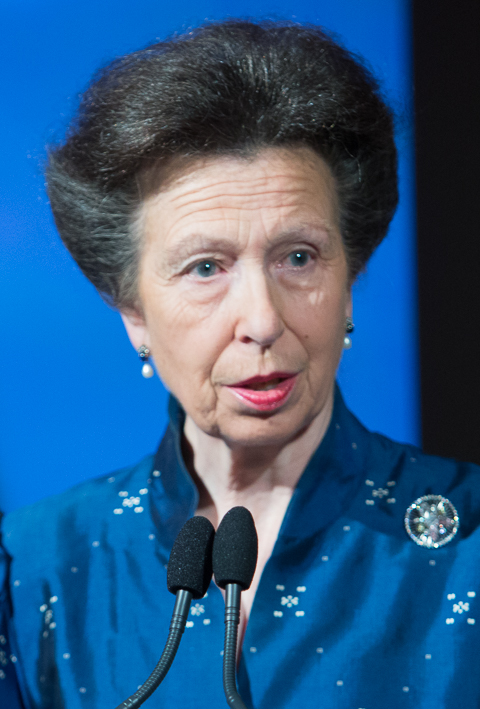
Ana, Princesa Real

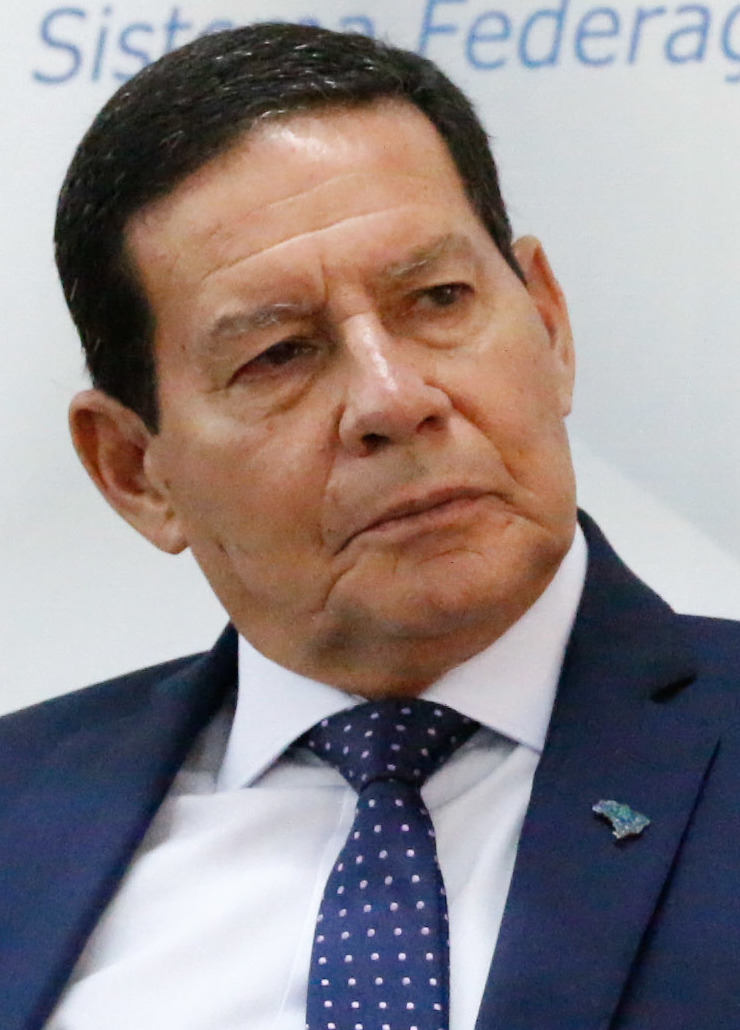
Hamilton Mourão

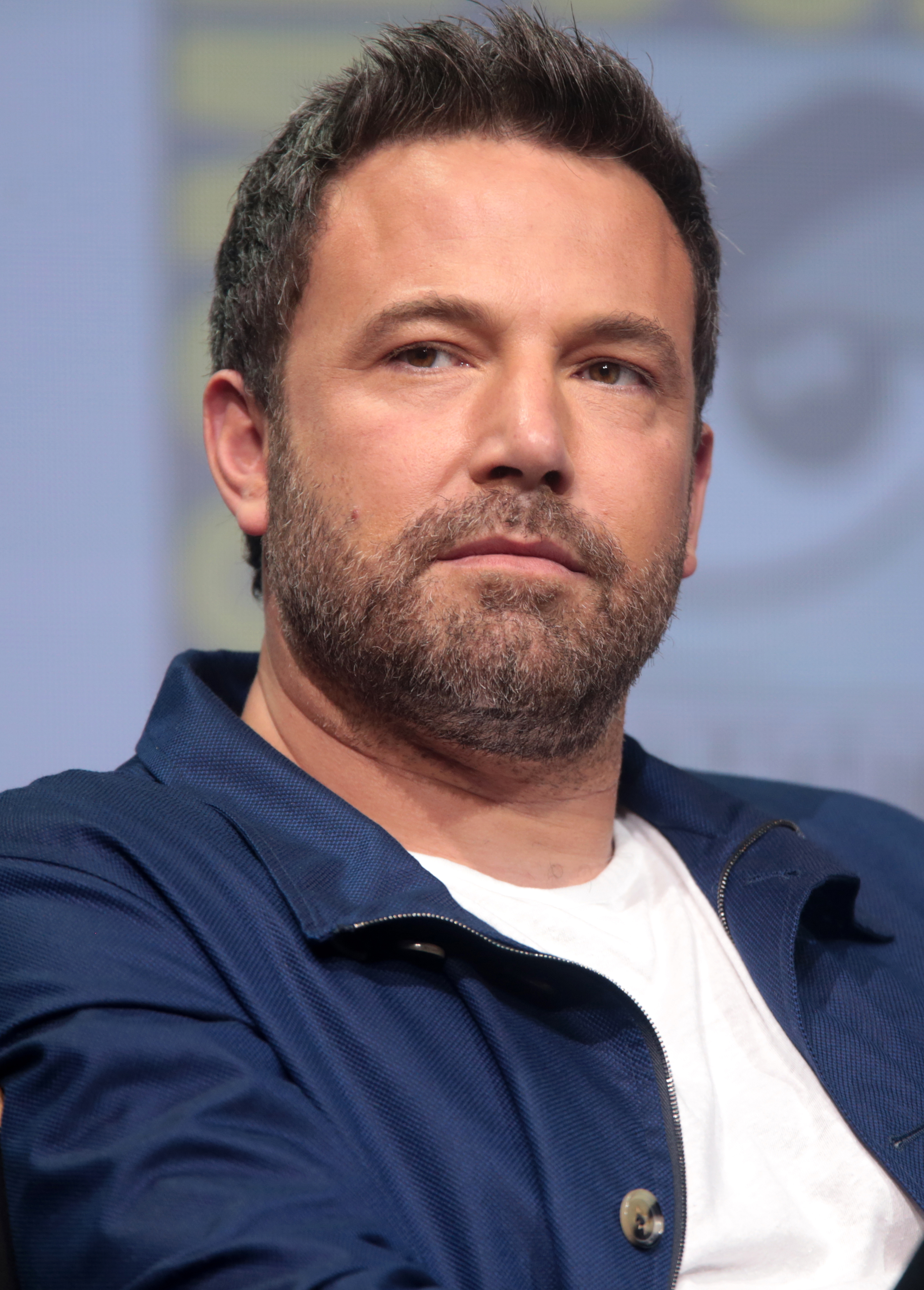
Ben Affleck

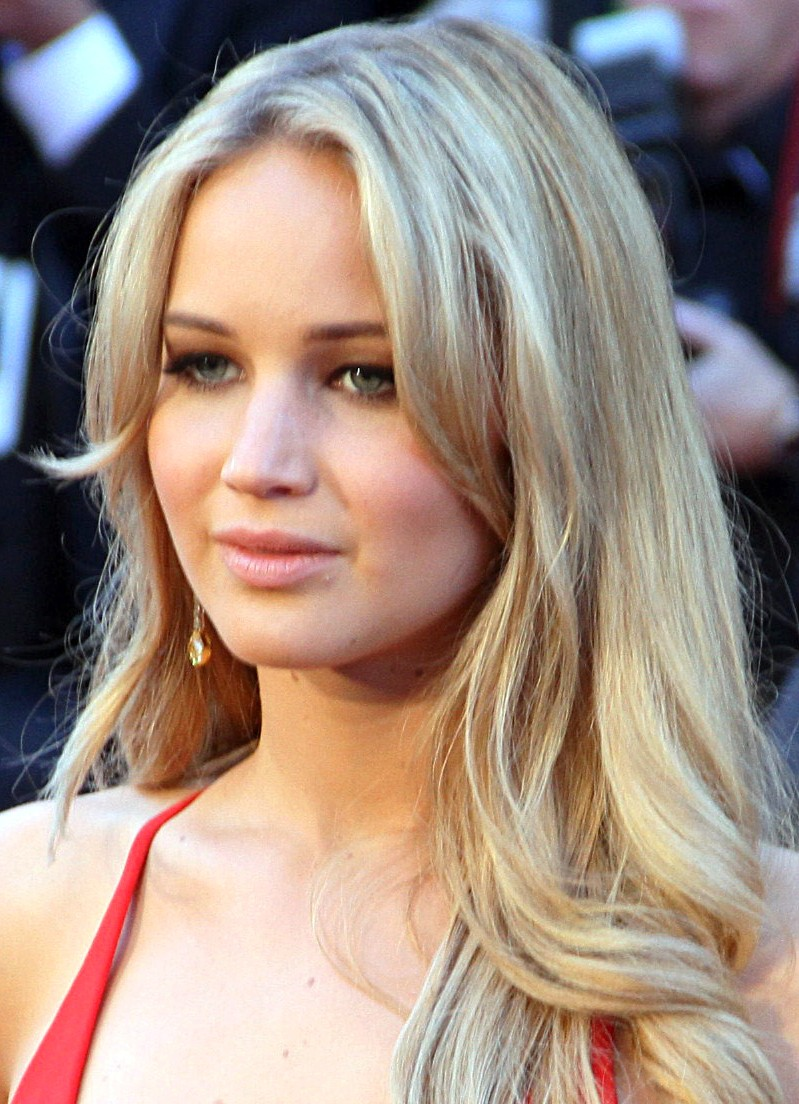
Jennifer Lawrence

### Anteriores ao século XIX
- 1171 — Afonso IX de Leão (m. 1230).
- 1195 — António de Lisboa, santo católico português (m. 1231).
- 1257 — Maomé III de Granada (m. 1314).
- 1432 — Luigi Pulci, poeta italiano (m. 1484).
- 1455 — Jorge da Baviera, duque da Baviera-Landshut (m. 1503).
- 1591 — Luísa de Marillac, educadora, religiosa e santa católica (m. 1660).
- 1740 — Matthias Claudius, poeta alemão (m. 1815).
- 1769 — Napoleão Bonaparte, general e imperador francês (m. 1821).
- 1771 — Walter Scott, escritor britânico (m. 1832).
- 1776 — Ignaz von Seyfried, maestro e compositor austríaco (m. 1841).

### Século XIX
- 1803 — Domingo Nieto, político peruano (m. 1844).
- 1807 — Jules Grévy, político francês (m. 1891).
- 1825 — Bernardo Guimarães, escritor brasileiro (m. 1884).
- 1845 — Walter Crane, pintor e desenhista britânico (m. 1915).
- 1849 — Antônio Manuel de Castilho Brandão, bispo brasileiro (m. 1910).
- 1858 — Michael Hainisch, político austríaco (m. 1940).
- 1859 — Charles Comiskey, jogador de beisebol estadunidense (m. 1931).
- 1863 — Alexei Krylov, engenheiro naval russo (m. 1945).
- 1865 — Mikao Usui, monge budista japonês (m. 1926).
- 1867 — Anathon Aall, filósofo norueguês (m. 1943).
- 1872 — Sri Aurobindo, escritor e filósofo indiano (m. 1950).
- 1876 — Stylianos Gonatas, militar e político grego (m. 1966).
- 1879 — Ethel Barrymore, atriz estadunidense (m. 1959).
- 1895 — Edna Ferber, escritora estadunidense (m. 1968).
- 1886 — António Silva, ator português (m. 1970).
- 1890 — Jacques Ibert, compositor francês (m. 1962).
- 1892 — Louis de Broglie, físico francês (m. 1987).
- 1896
  - Gerty Theresa Cori, bioquímica tcheca (m. 1957).
  - Leon Theremin, inventor russo (m. 1993).
- 1900 — Joaquim Rolla, empreendedor brasileiro (m. 1972).

### Século XX

#### 1901–1950
- 1901 — Arnulfo Arias Madrid, político panamenho (m. 1988).
- 1905 — Eduardo Astengo, futebolista peruano (m. 1969).
- 1909 — Alfredo Rizzotti, pintor brasileiro (m. 1972).
- 1910 — Josef Klaus, político austríaco (m. 2001).
- 1911 — Anthony Salerno, mafioso norte-americano (m. 1992)
- 1914 — Aarón Wergifker, futebolista brasileiro (m. 1994).
- 1915 — Signe Hasso, atriz, escritora e compositora sueca (m. 2002).
- 1917
  - Óscar Romero, religioso salvadorenho (m. 1980).
  - John Mary Lynch, político irlandês (m. 1999).
- 1922 — Carlo Maria Cipolla, historiador italiano (m. 2000).
- 1923 — Maria Milza dos Santos Fonseca, agricultora brasileira (m. 1993).
- 1924 — Phyllis Schlafly, ativista, advogada e escritora norte-americana (m. 2016).
- 1925 — Oscar Peterson, pianista canadense (m. 2007).
- 1926 — Konstantinos Stephanopoulos, político grego (m. 2016).
- 1928
  - Manfredo Perdigão do Carmo, matemático brasileiro (m. 2018).
  - Malcolm Glazer, empresário e dirigente esportivo canadense (m. 2014).
  - Muhammad Haji Ibrahim Egal, político somali (m. 2002).
  - Nicolas Roeg, diretor e cinematógrafo britânico (m. 2018).
- 1931 — Richard Heck, químico norte-americano (m. 2015).
- 1932
  - Darcy da Mangueira, compositor, cantor e músico brasileiro (m. 2008).
  - Abby Dalton, atriz norte-americana (m. 2020).
- 1934
  - Bobby Byrd, cantor estadunidense (m. 2007).
  - Nino Ferrer, cantor e compositor ítalo-francês (m. 1998).
- 1935 — Luciano Vassalo, futebolista e treinador de futebol etíope (m. 2022).
- 1937 — Mário Garnero, empresário brasileiro.
- 1938 — Bounnhang Vorachith, político laosiano.
- 1940
  - Gudrun Ensslin, terrorista alemã (m. 1977).
  - José Antonio Momeñe, ciclista espanhol (m. 2010).
- 1942
  - Jota Santiago, radialista brasileiro.
  - Roger Campbell, patinador artístico estadunidense (m. 1961).
- 1943
  - María Rojo, atriz e política mexicana.
  - Barbara Bouchet, atriz alemã.
  - Miguel Rodríguez Orejuela, narcotraficante colombiano.
- 1944
  - Sylvie Vartan, cantora francesa.
  - Omar Wehbe, futebolista argentino (m. 2019).
- 1945
  - Alain Juppé, político francês.
  - Khaleda Zia, política bengali.
  - Jill Haworth, atriz britânica (m. 2011).
  - Nigel Terry, ator britânico (m. 2015).
- 1948 — Jorge Carrascosa, ex-futebolista argentino.
- 1949
  - Glória Maria, jornalista e apresentadora de televisão brasileira (m. 2023).
  - Teori Zavascki, jurista brasileiro (m. 2017).
  - Ralf Schulenberg, ex-futebolista alemão.
- 1950
  - Ana, Princesa Real do Reino Unido.
  - Tommy Aldridge, músico estadunidense.

#### 1951–2000
- 1951
  - Bobby Caldwell, cantor, compositor e multi-instrumentista estadunidense (m. 2023).
  - Nestor Cerveró, engenheiro químico brasileiro.
- 1952 — Bernard Lacombe, futebolista francês (m. 2025).
- 1953
  - Hamilton Mourão, militar da reserva e político brasileiro.
  - Rigoberto Cisneros, ex-futebolista mexicano.
- 1954 — Stieg Larsson, escritor e jornalista sueco (m. 2004).
- 1955
  - Anne Marie Pohtamo, ex-modelo finlandesa.
  - Asım Can Gündüz, guitarrista turco (m. 2016).
  - Robson Rodovalho, bispo, físico e político brasileiro.
- 1956
  - Laurel Hester, policial e ativista estadunidense (m. 2006).
  - Roque Alfaro, ex-futebolista argentino.
  - Régis Clère, ciclista francês (m. 2012).
- 1957 — José Lavigne, diretor de televisão e cinema brasileiro.
- 1958 — Rondell Sheridan, ator e comediante estadunidense.
- 1961
  - Leandro, cantor brasileiro (m. 1998).
  - Valeriy Levonevskiy, empresário e ativista político bielorrusso.
- 1962
  - David Zayas, ator estadunidense.
  - Pedro Silva Pereira, jurista e político português.
  - Moreno Mannini, ex-futebolista italiano.
- 1963
  - Alejandro González Iñárritu, cineasta mexicano.
  - Neto Fagundes, cantor tradicionalista brasileiro.
  - Vladimir Petković, ex-futebolista e treinador de futebol bósnio-suíço.
  - Dany Verlinden, ex-futebolista belga.
- 1964
  - Melinda Gates, empresária estadunidense.
  - Birkir Kristinsson, ex-futebolista islandês.
- 1965 — Carla Daniel, atriz brasileira.
- 1966 — Chokri El Ouaer, ex-futebolista tunisiano.
- 1967
  - Brahim Boutayeb, ex-fundista marroquino.
  - Leomar Antônio Brustolin, arcebispo brasileiro.
- 1968
  - Debra Messing, atriz estadunidense.
  - Massimo Ceccaroni, ex-futebolista suíço.
- 1969
  - Carlos Roa, ex-futebolista argentino.
  - Yoshiyuki Abe, ex-ciclista japonês.
- 1970 — Anthony Anderson, ator estadunidense.
- 1971 — Sergey Shcherbakov, ex-futebolista ucraniano.
- 1972
  - Ben Affleck, ator estadunidense.
  - Agnieszka Kotlarska, modelo polonesa (m. 1996).
- 1973
  - Adam "Atom" Willard, baterista estadunidense.
  - Alexandre Alves, ex-futebolista brasileiro.
  - Juan Gil Navarro, ator argentino.
- 1974 — Natasha Henstridge, atriz e modelo canadense.
- 1975
  - Yoshikatsu Kawaguchi, ex-futebolista japonês.
  - Roberto Cláudio, médico e político brasileiro.
- 1976 — Boudewijn Zenden, ex-futebolista neerlandês.
- 1977 — Igor Cassina, ex-ginasta italiano.
- 1978
  - Lilia Podkopayeva, ex-ginasta ucraniana.
  - Kerri Walsh, jogadora de vôlei de praia estadunidense.
  - Sander Gommans, músico neerlandês.
- 1979
  - Carl Edwards, automobilista estadunidense.
  - Tong Jian, patinador artístico chinês.
- 1981
  - Fahel, ex-futebolista brasileiro.
  - Brendan Hansen, ex-nadador estadunidense.
  - Song Jihyo, atriz sul-coreana.
  - Fúlvio Chiantia de Assis, ex-jogador de basquete brasileiro.
- 1982 — Joris Marveaux, ex-futebolista francês.
- 1983
  - Jancarlos, futebolista brasileiro (m. 2013).
  - Gwladys Épangue, taekwondista francesa.
  - Alain Cantareil, ex-futebolista francês.
- 1984
  - Sérgio Hondjakoff, ator brasileiro.
  - Quinton Aaron, ator estadunidense.
  - Matías Caruzzo, ex-futebolista argentino.
  - Mbark Boussoufa, ex-futebolista marroquino.
- 1985
  - Lerato Chabangu, futebolista sul-africano.
  - Santiago Stieben, ator e produtor de cinema argentino.
- 1986 — Natalia Kills, cantora e atriz britânica.
- 1987 — Ricardo Bueno, futebolista brasileiro.
- 1988
  - Pedro Cunha Lima, político brasileiro.
  - Oussama Assaidi, ex-futebolista marroquino.
- 1989
  - Belinda, cantora e atriz espanhola.
  - Joe Jonas, cantor estadunidense.
  - Carlos PenaVega, ator e cantor estadunidense.
  - Ryan McGowan, futebolista australiano.
- 1990
  - Jennifer Lawrence, atriz estadunidense.
  - Josh Magennis, futebolista britânico.
- 1991
  - Fuad Ibrahim, ex-futebolista etíope.
  - Sam Willoughby, ex-ciclista australiano.
- 1992 — Laura Luís, futebolista portuguesa.
- 1993
  - Alex Oxlade-Chamberlain, futebolista britânico.
  - Diana Chelaru, ginasta romena.
  - Luisa Arraes, atriz brasileira.
- 1994
  - Alice Englert, atriz australiana.
  - Kosuke Hagino, nadador japonês.
  - Moussa Doumbia, futebolista malinês.
  - Jesús Gallardo, futebolista mexicano.
- 1995
  - Sam Oomen, ciclista neerlandês.
  - Chief Keef, rapper estadunidense.
  - Carlos Júnior, futebolista brasileiro.
- 1996 — Franco Cristaldo, futebolista argentino.
- 1997 — Olivier Mbaizo, futebolista camaronês.
- 1998
  - Gully McGrath, ator australiano.
  - Ndifreke Udo, futebolista nigeriano.
  - Giovanna Pedroso, atleta de saltos ornamentais brasileira.
  - Bruno Fernando, jogador de basquete angolano.
- 1999
  - Mirella Santos, cantora e compositora brasileira.
  - Mariely Santos, cantora e compositora brasileira.

### Século XXI
- 2002 — Stefan Mitrović, futebolista sérvio.
- 2003 — Juanlu Sánchez, futebolista espanhol.

## Mortes

### Anteriores ao século XIX
- 0257 — Tarcísio, mártir cristão (n. 245).
- 0423 — Honório, imperador romano (n. 384).
- 0465 — Líbio Severo, imperador romano (n. 420).
- 1022 — Nicéforo Focas Baritráquelo, aristocrata bizantino (n. 965).
- 1038 — Estêvão I, rei húngaro (n. 975).
- 1057 — Macbeth da Escócia (n. 1005).
- 1118 — Aleixo I Comneno, imperador bizantino (n. 1056).
- 1257 — Jacinto de Cracóvia, religioso polonês (n. 1185).
- 1369 — Filipa de Hainault, rainha inglesa (n. 1314).
- 1496 — Isabel de Portugal, Rainha de Castela (n. 1428).
- 1506 — Alexander Agricola, compositor flamengo (n. 1445).
- 1525 — Helena do Palatinado, duquesa de Mecklemburgo (n. 1493).
- 1528 — Odet de Foix, visconde e marechal francês (n. 1485).
- 1552 — Hermann von Wied, arcebispo alemão (n. 1477).
- 1621 — John Barclay, poeta e escritor escocês (n. 1582).
- 1666 — Johann Adam Schall von Bell, missionário e astrônomo alemão (n. 1591).
- 1720 — Luís de Vasconcelos e Sousa, político e diplomata português (n. 1636).
- 1728 — Marin Marais, violista, gambista e compositor francês (n. 1656).
- 1758 — Pierre Bouguer, matemático, geofísico e astrônomo francês (n. 1698).
- 1764 — João de São José de Queirós, religioso brasileiro (n. 1711).

### Século XIX
- 1843 — Robert Bakewell, geólogo britânico (n. 1768).
- 1852 — Johan Gadolin, químico, físico e mineralogista finlandês (n. 1760).
- 1860 — Juliana de Saxe-Coburgo-Saalfeld, nobre russa (n. 1781).
- 1880 — Adelaide Neilson, atriz britânica (n. 1848).
- 1889 — James Albery, dramaturgo britânico (n. 1838).

### Século XX
- 1909 — Euclides da Cunha, escritor e jornalista brasileiro (n. 1866).
- 1911 — José Gonçalves da Silva, político brasileiro (n. 1838).
- 1949 — Vida Goldstein, sufragista australiana (n. 1869).
- 1966 — Orestes Barbosa, compositor, jornalista e poeta brasileiro (n. 1893).
- 1967 — René Magritte, pintor belga (n. 1898).
- 1974 — Otto Braun, escritor e militar alemão (n. 1900).
- 1975 — Sheikh Mujibur Rahman, político bengali (n. 1920).
- 1978 — Ivan Tyulenev, militar russo (n. 1892).
- 1984 — Bobbi Campbell, ativista e enfermeiro norte-americano (n. 1952).
- 1990 — Viktor Tsoi, músico de rock soviético (n. 1962).
- 1996 — Joe Seneca, ator e compositor estadunidense (n. 1909).

### Século XXI
- 2001 — Richard Chelimo, atleta queniano (n. 1972).
- 2007 — Joel Silveira, jornalista e escritor brasileiro (n. 1919).
- 2012 — Altamiro Carrilho, músico brasileiro (n. 1924).
- 2016 — Dalian Atkinson, futebolista britânico (n. 1968).
- 2023 — Léa Garcia, atriz brasileira (n.1933).
- 2024 — Agnes Katsuko Sasagawa, freira e visionária japonesa (n. 1931).

## Feriados e eventos cíclicos
- Feriado nacional na Itália, chamado Ferragosto — em referência à Assunção de Maria

### Portugal
- Feriado nacional: Assunção de Nossa Senhora

### Brasil
- Dia da Gestante
- Dia do Solteiro
- Dia da Informática
- Dia da Imigração Chinesa
- Feriado no estado do Pará — Adesão à Independência do Brasil.
- Feriado municipal em Antonina, Cananéia, Belo Horizonte, Fortaleza, Jundiaí, Maringá, São Carlos, Vitória da Conquista entre outros municípios pelo Brasil - Dia da Assunção de Maria

- Aniversário da cidade de Abaetetuba, Pará
- Aniversário da cidade de Aquidauana, Mato Grosso do Sul
- Aniversário das cidades de Jaú, Paraíso, Pedregulho, Pontalinda e Sorocaba, São Paulo

### Cristianismo
- Alípio de Tagaste
- Assunção de Maria
- Basílio, o Louco por Cristo
- Dormição de Maria
- Isidoro Bakanja
- São Morte
- Tarcísio de Roma

## Outros calendários
- No calendário romano era o 18.º dia (XVIII) antes das calendas de setembro.
- No calendário litúrgico tem a letra dominical C para o dia da semana.
- No calendário gregoriano a epacta do dia é x.